# Вилючинская Сопка
Вилю́чинская Со́пка или Вилю́чинский — вулкан на Камчатке, расположен к юго-западу от г. Петропавловска-Камчатского, за Авачинской бухтой. Он находится на водоразделе рек Вилюча и Большая Саранная, в верховьях реки Паратунки.
Вулкан является потухшим стратовулканом, представлен правильным конусом высотой 2173 м над уровнем моря.
Вершина вулкана срезана к западу и представляет собой крупные останцы пород, разделенные скоплением льда и фирна. Лава и пирокластика, слагающие останцы, с поверхности изменены до пестроцветного облика, возможно, за счет воздействия фумарол в недалеком прошлом. Склоны вулкана прорезаны радиально расходящимися от вершины глубокими барранкосами, причём некоторые из них берут своё начало с середины склона. Полости верхних на северо-западном склоне заполнены льдом и фирном. Сложен вулкан лавой и пирокластикой андезито-базальтового состава. В нижней части располагаются оливиновые базальты, выше — авгитово-плагиоклазовые и роговообманково-гиперстеновые андезиты. На восточном склоне вулкана присутствуют следы древних сольфатар, а в юго-восточной части вулкана находятся горячие источники. Неоднократно наблюдались газопаровые выделения на его вершине. В нижней части конуса расположен живописный водопад.

## Галерея

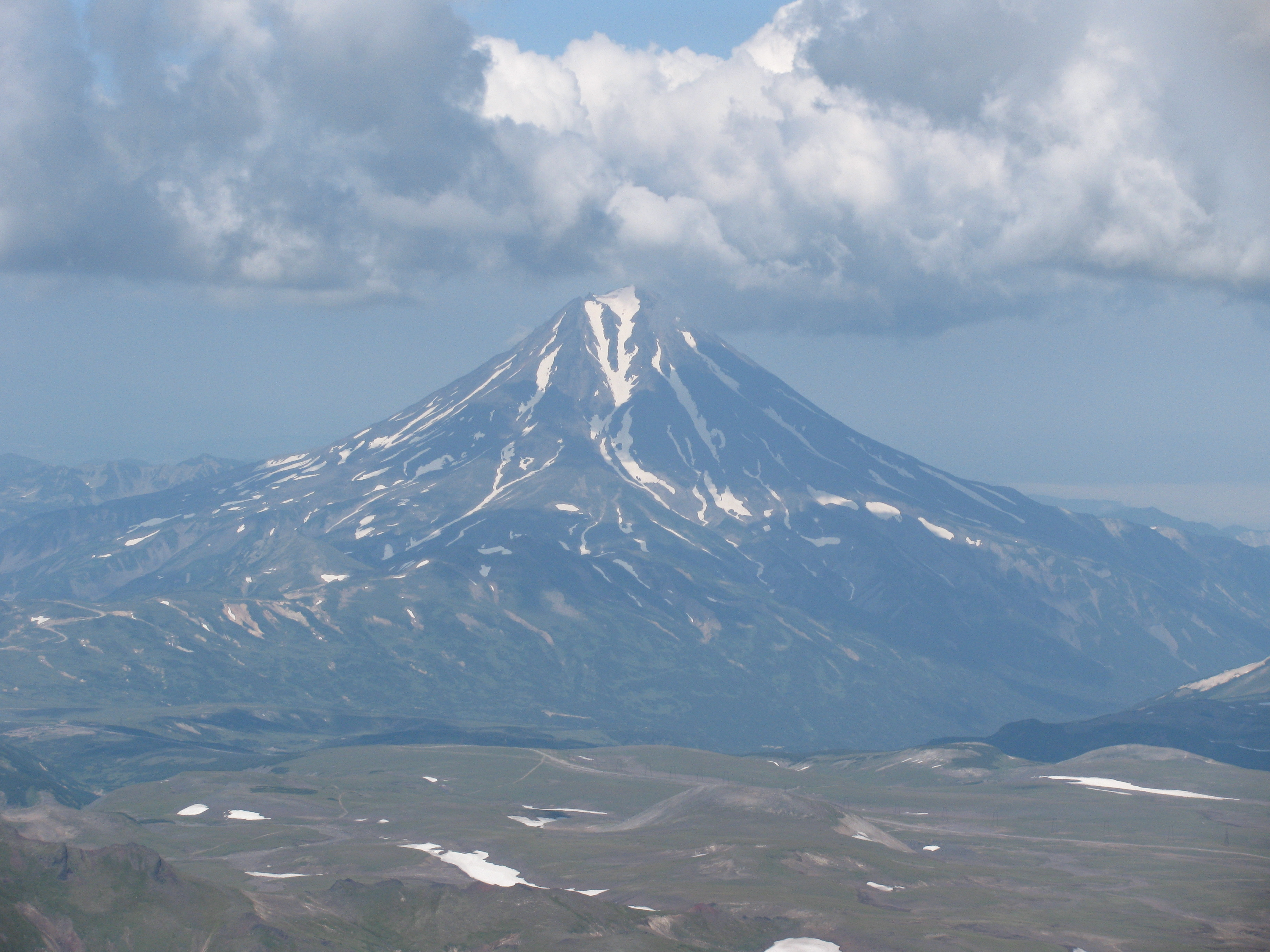
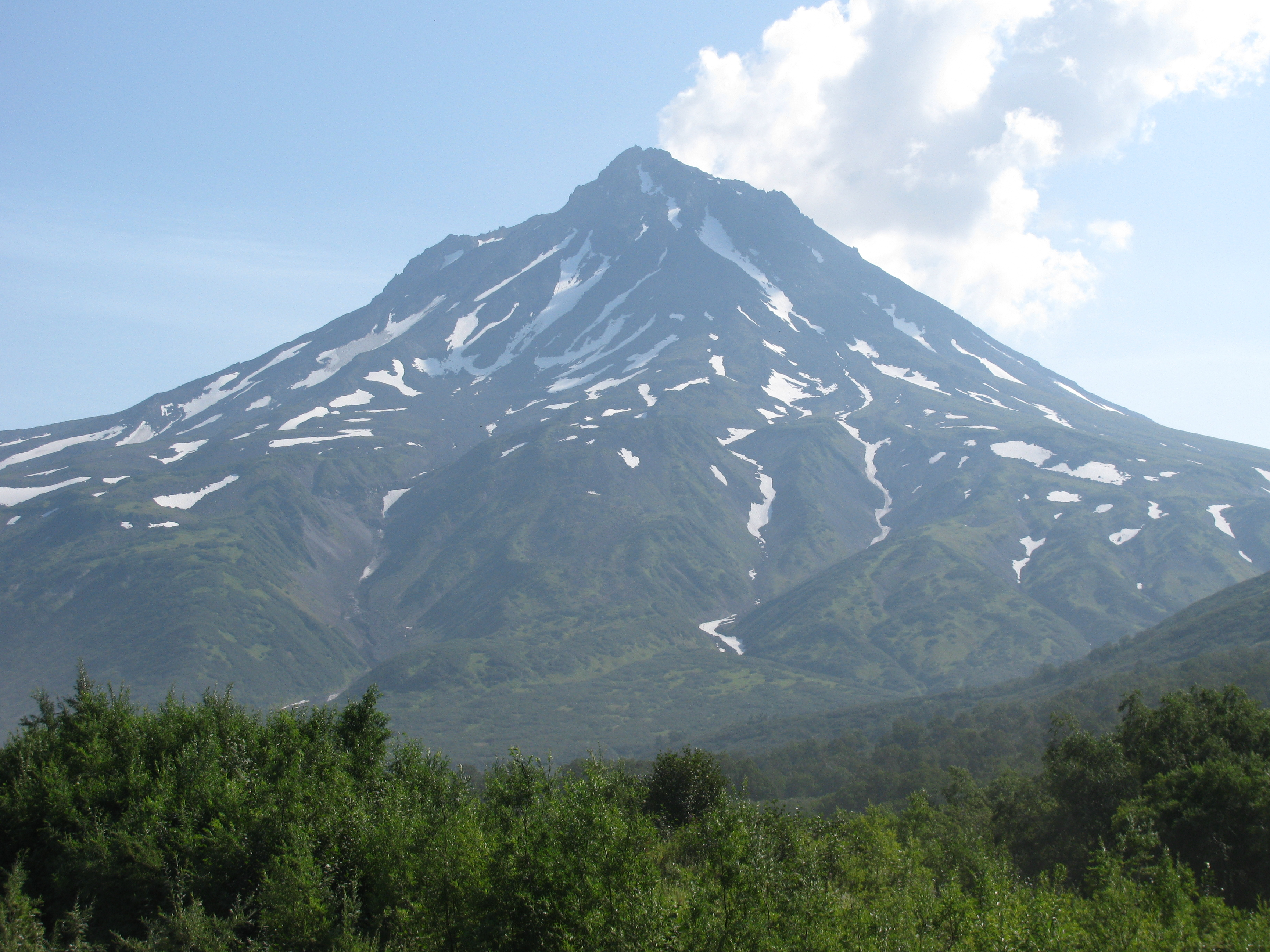
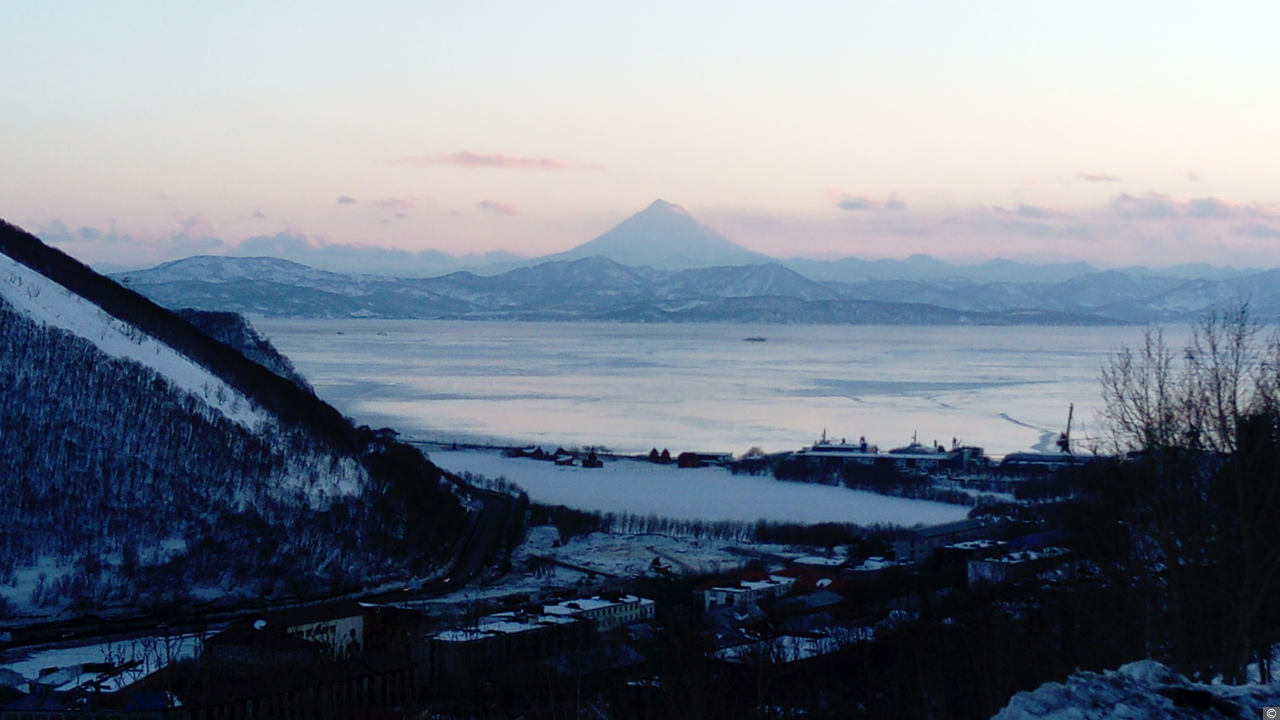